# Гарессіо
Гарессіо, Ґарессіо (італ. Garessio, п'єм. Garess) — муніципалітет в Італії, у регіоні П'ємонт,  провінція Кунео.
Гарессіо розташоване на відстані близько 450 км на північний захід від Рима, 100 км на південь від Турина, 45 км на південний схід від Кунео.
Населення — 3309 осіб (2014).
Покровитель — святий Рох.

## Демографія
Населення за роками:

Станом на 1 січня 2023 року в муніципалітеті офіційно проживало 200 іноземців з 19 країн, серед них 62 громадяни країн Євросоюзу та 17 громадян України.

## Сусідні муніципалітети
- Бардінето
- Каліццано
- Кастельвеккьо-ді-Рокка-Барбена
- Ерлі
- Назіно
- Ормеа
- Пампарато
- Пріола
- Робурент
- Віола